# Adelheid Schneller
Adelheid Schneller (* 7. März 1873 in Innsbruck; † 16. September 1955 ebenda) war eine österreichische Historikerin und Schriftstellerin.

## Leben
Ihr Vater war der Gymnasialprofessor und Landesschulinspektor k.k. Hofrat Christian Schneller, ein Schriftsteller und Volkskundler. Ihre Mutter Maria, geborene Canestrini, wurde in Venedig geboren und hatte mit ihrem Mann nach der Hochzeit im Jahr 1863 sieben Kinder. Von 1879 bis 1886 besuchte Adelheid Schneller das Pädagogium in Innsbruck. Anschließend kam sie ins Pensionat der Englischen Fräulein S. Croce in Rovereto, wo sie die italienische und französische Sprache erlernte.
Nachdem sie 1895 die Lehrerinnenprüfung am Pädagogium Innsbruck „mit bestem Erfolg“ bestanden hatte, legte sie 1902 die Reifeprüfung am Gymnasium Innsbruck „mit trefflichem Erfolg“ ab. Im gleichen Jahr begann sie an der Leopold-Franzens-Universität in Innsbruck das Studium der Geschichte und ihrer Hilfswissenschaften. In den beiden philosophischen Rigorosen hatte sie ausgezeichnete Erfolge. Der Titel ihrer Dissertation lautete Der Brüssler Friede von 1516. Dieser Friedensschluss folgte einer Auseinandersetzung zwischen den Eidgenossen und Frankreich und bedeutete für Kaiser Maximilian I. den Verlust des Herzogtums Mailand an Frankreich und von Verona an die Republik Venedig.  Diese Arbeit fand als Band 83 Aufnahme in der Sammlung Historischer Studien, veröffentlicht von Emil Ebering im gleichnamigen Verlag, Berlin 1910.
Die Promotion in der Aula der Alten Universität erfolgte am 9. Dezember 1907 im Beisein ihres Vaters. Der Rektor Rudolf von Scala würdigte Schneller als erste Doktorandin der Universität.
Nach Abschluss ihrer Studien wandte sich Adelheid Schneller der Schriftstellerei zu. Erhalten sind Die Ciste der Dindia. Novelle aus dem 3. Jahrhundert v. Chr und Larthia Viusinei, eine etruskische Novelle, beide veröffentlicht in Der Föhn, einer Tiroler Zeitschriftenserie.
Adelheid Schneller blieb unverheiratet und hatte keine Kinder. Sie starb im Altenwohnheim Saggen an einem Herzanfall und wurde am 19. September 1955 am Innsbrucker Ostfriedhof beerdigt. Ihre Grabstätte wurde nach 10 Jahren aufgelassen und später wieder neu vergeben.

## Schriften
- Der Brüssler Friede von 1516 Berlin, 1910 veröffentlicht in: E. Ebering(Hrsg.): Historische Studien , Heft 83